# François Tourte
François Xavier Tourte (1747 - 25 de abril de 1835) fue un destacado y prestigioso fabricante francés de arcos para tocar instrumentos de cuerda frotada como el violín.
Realizó numerosas contribuciones significativas al diseño del arco, y está considerado la figura más importante en el desarrollo del arco moderno.

## Desarrollo del arco moderno
Tourte, a pesar de haber recibido formación como relojero, se inició en el oficio de violero, denominado también con el barbarismo luthier como aprendiz de su padre, Nicolas Pierre Tourte père (c.1700 - 1764). Después de la muerte de su padre, Tourte, en colaboración con el virtuoso del violín Giovanni Battista Viotti, introdujo cambios importantes en la forma de los arcos en el periodo clásico, entre 1785 y 1790. Los alargó ligeramente, hasta los 74 – 75 centímetros, y utilizó más madera en la vara y una nuez más pesada.
Los arcos de Tourte están hechos de madera de pernambuco (madera utilizada de forma habitual en la mayoría de arcos profesionales en la actualidad), doblados mediante su exposición al calor. Sus arcos tendieron a ser más pesados que los modelos anteriores, con más madera en el vástago, contrarrestado por una nuez más pesada (el dispositivo que conecta las cerdas a la vara en el extremo por donde se sujeta el arco).
Generalmente se utilizan crines de caballo con una longitud útil de alrededor de 65 cm, con su centro de gravedad a 19 cm de la nuez. Los arcos eran elegantemente estriados hasta la mitad, o a veces la totalidad, de su longitud. El curvado de la madera se realizaba calentando la madera exhaustivamente y doblándola a continuación. Antes de Tourte, los arcos se aserraban con la curvatura deseada.
El cambio más importante que introdujo Tourte es el tornillo en la nuez, que permite regular la tensión de las cerdas. Este tornillo ajustable, virtualmente aparece en la totalidad de los arcos de violín modernos. También inventó la sujeción al arco de las crines formando una cinta plana, evitando así que se enreden.
En la cima de su carrera, un solo arco fabricado por Tourte podía costar 15 luises de oro. Destruía cualquier arco que no estuviera enteramente libre de defectos antes de salir de su taller. Nunca barnizó sus arcos, frotándolos únicamente con polvo de piedra pómez y aceite. El diseño de Tourte también fue adoptado por Dominique Peccatte, Jacob Eury, Nicolas Maire, François Lupot, Nicolas Maline, Joseph Henry y Jean Pierre Marie Persois.

## Familia Tourte de luthiers
Tanto el hermano de François, Nicolas Léonard, como su padre, Nicolas Pierre  (c. 1700 - 1764), fundador del taller, se dedicaron a la fabricación de instrumentos musicales. Su sobrino Charles, hijo de su hermano, también es posible que se dedicase a esta misma actividad. (véase la cita de Paul Childs) 

## Citas
- "El fabricante de arcos francés François-Xavier Tourte, generalmente conocido como François Tourte o Tourte el joven, es a menudo citado como "el inventor del arco moderno", o "el Stradivari del arco". Sus arcos, que datan del fin del siglo XVIII y primeras décadas del XIX, tuvieron un efecto marcado sobre el timbre de los violines y sobre su rendimiento práctico, habilitando formas nuevas de expresión y articulación para ser desarrolladas, y en particular, facilitando el uso más frecuente del legato (grupo de notas musicales de distintas alturas). La entrada dedicada por François Joseph Fétis en la segunda edición expandida de su Biographie Universelle des Musiciens et Bibliographie Générale de la Musique (1860–65) ha sido hasta hace poco la única fuente de información biográfica acerca de François Tourte. Unos treinta documentos recientemente descubiertos en los archivos franceses proporcionan una idea más fresca de la vida y el trabajo de este fabricante."

Stewart Pollens,
Museo Metropolitano de Arte, Nueva York
- "Tourte - Familia francesa de fabricantes de arcos y de luthiers. Incluye a Nicolas Pierre Tourte y a sus hijos Nicolas Léonard y François Xavier y quizás a Charles Tourte, hijo de Nicolas Léonard. Además, existen al menos dos arcos acanalados (canalé) datados aproximadamente hacia 1750-60 portando la marca estampada A. TOURTE." -  Paul Childs